# Film Out
«Film Out» es una canción grabada por el grupo surcoreano BTS para su álbum recopilatorio en japonés BTS, the Best, publicada el 2 de abril de 2021 a través de Universal Music Japan.

## Antecedentes
El 16 de febrero de 2021, BTS anunció que «Film Out» sería el tema de cierre de Signal the Movie Cold Case Investigation Unit (2021). La canción fue escrita por Jungkook junto a Iyori Shimizu, el vocalista principal del trío de rock japonés Back Number, y el productor de la pista, UTA. Posteriormente, se reveló que «Film Out» era la pista introductoria del próximo álbum en japonés de la banda, BTS, the Best. La canción se publicó en los formatos de descarga digital y streaming en varios países el 2 de abril de 2021 a través de Universal Music Japan.

## Posicionamiento en listas
| \| Lista (2021) \| Mejor posición \| \| -------------------------------------------- \| -------------- \| \| Estados Unidos (Billboard Hot 100)[7] \| 81 \| \| Estados Unidos (Digital Songs)[8] \| 1 \| \| Estados Unidos (World Digital Song Sales)[9] \| 1 \| \| Global 200 (Billboard)[10] \| 5 \| \| Global Excl. U.S. (Billboard)[11] \| 3 \| \| Hungría (Single Top 40)[12] \| 4 \| \| Japón (Japan Hot 100)[13] \| 2 \| \| Japón (Oricon)[14] \| 1 \| \| Nueva Zelanda (Recorded Music NZ)[15] \| 5 \| |                |
| Lista (2021) | Mejor posición |
| Estados Unidos (Billboard Hot 100) | 81             |
| Estados Unidos (Digital Songs) | 1              |
| Estados Unidos (World Digital Song Sales) | 1              |
| Global 200 (Billboard) | 5              |
| Global Excl. U.S. (Billboard) | 3              |
| Hungría (Single Top 40) | 4              |
| Japón (Japan Hot 100) | 2              |
| Japón (Oricon) | 1              |
| Nueva Zelanda (Recorded Music NZ) | 5              |

## Certificaciones y ventas
| Japón (RIAJ) | Platino | 100 000 000 |

## Historial de lanzamiento
| País   | Fecha              | Formato                    | Sello                 | Ref.  |
| ------ | ------------------ | -------------------------- | --------------------- | ----- |
| Varios | 2 de abril de 2021 | Descarga digital streaming | Universal Music Japan | [ 6 ] |